# ГАЕС Фестиніог
ГАЕС Фестиніог (англ. Ffestiniog Power Station) — гідроелектростанція на півночі Уельсу, розташована в регіоні Гвінед в горах Moelwynion.
Нижній резервуар станції Llyn Ystradau (також відомий під назвою Tanygrisiau) створили за допомогою греблі на річці Ystradau — одному з витоків Afon Goedol, яка після злиття зі ще кількома річками отримує назву Afon Dwyryd (або просто Dwyryd), під якою і впадає у затоку Tremadog Bay (частина затоки Ірландського моря Кардіган). Бетонна гравітаційна споруда висотою 12 метрів та довжиною 549 метрів утримує водойму об'ємом 2 млн м3 із припустимим коливанням рівня між позначками 182 та 188 метрів НРМ.
Верхній резервуар Llyn Stwlan створили на струмку, який впадає із заходу в Llyn Ystradau. Тут звели гравітаційно-контрфорсну бетонну греблю висотою 34 метри, довжиною 373 метри та максимальною товщиною 4 метри, яка утримує водойму об'ємом 2 млн м3 із припустимим коливанням рівня між позначками 483 та 502 метри НРМ.
Із верхнім резервуаром машинний зал з'єднують дві напірні шахти висотою 195 метрів та діаметром 4,4 метра, які переходять у чотири тунелі, що ведуть до гідроагрегатів. Останні включають чотири турбіни типу Френсіс потужністю по 90 МВт, які працюють при напорі 296 метрів, та чотири насоси загальною потужністю по 75 МВт, які забезпечують підйом на 305 метрів.
Зв'язок з енергосистемою відбувається по ЛЕП, що працює під напругою 275 кВ.